# Naturpark Heidenreichsteiner Moor

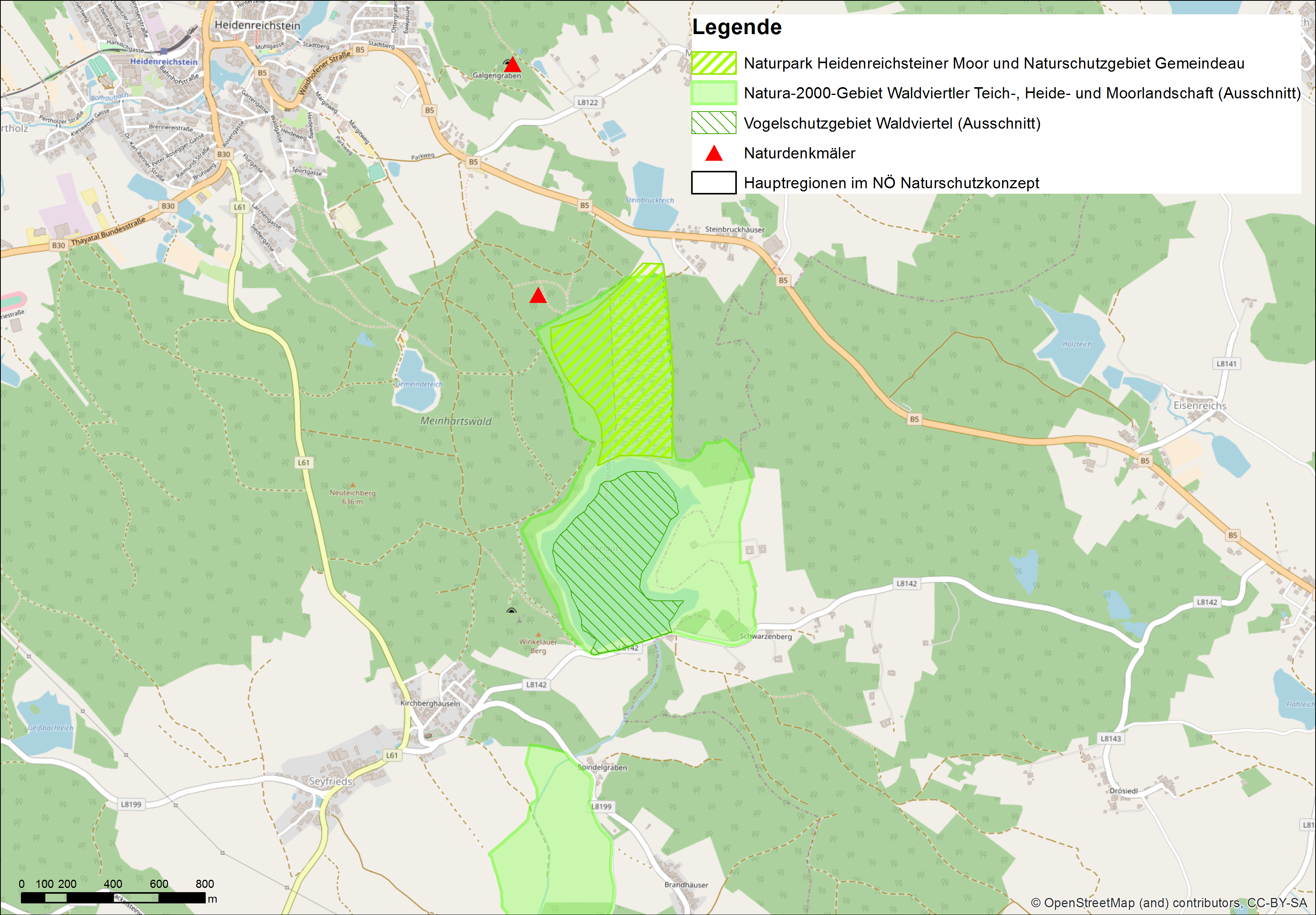
Lageplan

Der Naturpark Heidenreichsteiner Moor ist ein Naturpark auf dem Gebiet der Stadtgemeinde Heidenreichstein im nordwestlichen Waldviertel und liegt auf einer Höhe von etwa 600 m ü. A. bis 610 m ü. A.
Der Biotopkomplex beinhaltet als Kern etwa 30 Hektar Moorflächen, die als Naturschutzgebiet Gemeindeau und als Natura 2000-Gebiet ausgewiesen sind und Teil des großräumigen FFH-Gebiets Waldviertler Teich-, Heide- und Moorlandschaft (AT1201A00) bzw. Vogelschutzgebiets Waldviertel (AT1201000, beide gemeinsamer Managementplan) sind.
An der Grenze des Naturparks befindet sich das Naturdenkmal Hängender Stein. Der Naturpark ist ganzjährig frei zugänglich. Von Mai bis September werden Führungen angeboten.

## Beschreibung
Der 1989 mit der Bezeichnung Hochmoor Gemeindeau – Heidenreichstein gegründete Naturpark ist seit 1981 als Gemeindeau Naturschutzgebiet. 2005 wurde er neu konzipiert und in Naturpark Heidenreichsteiner Moor umbenannt. Er gilt als Beispiel für Moore, die behutsam dem Tourismus geöffnet wurden, während gleichzeitig Konzepte zur Erhaltung und schonenden Nutzung umgesetzt werden.
Die Moorlandschaft beginnt im Norden als Hochmoor und setzt sich Richtung Süden als Übergangsmoor fort. Am Rande des Winkelauerteiches handelt es sich um ein Verlandungsmoor. Neben dem Winkelauerteich befindet sich im Naturpark der Gemeindeteich als weiteres stehendes Gewässer.
Beim Heidenreichsteiner Moor handelt es sich um ehemalige Torfstiche, die sich seit der Aufgabe ihrer Nutzung auf natürliche Weise regenerieren. Die Regeneration hat ein Stadium erreicht, in dem die Mooroberfläche soweit aus dem Grundwasserbereich herausgewachsen ist, dass sich Gehölze (Birke, Rotföhre) entwickeln können. Eine besondere Rolle spielen dabei die alten Entwässerungsgräben, die nach wie vor aktiv sind. Um die offene Moorfläche als Element der dortigen Kulturlandschaft zu erhalten, ist es notwendig, den Grundwasserspiegel mit Dämmen knapp unter der Mooroberfläche zu stabilisieren und die aufkommenden Gehölze zu entfernen. Ein entsprechendes Projekt wird von einem Forschungsinstitut der Universität Wien auf wissenschaftlicher Basis durchgeführt.

## Naturwerte
Flora und Fauna im Naturpark

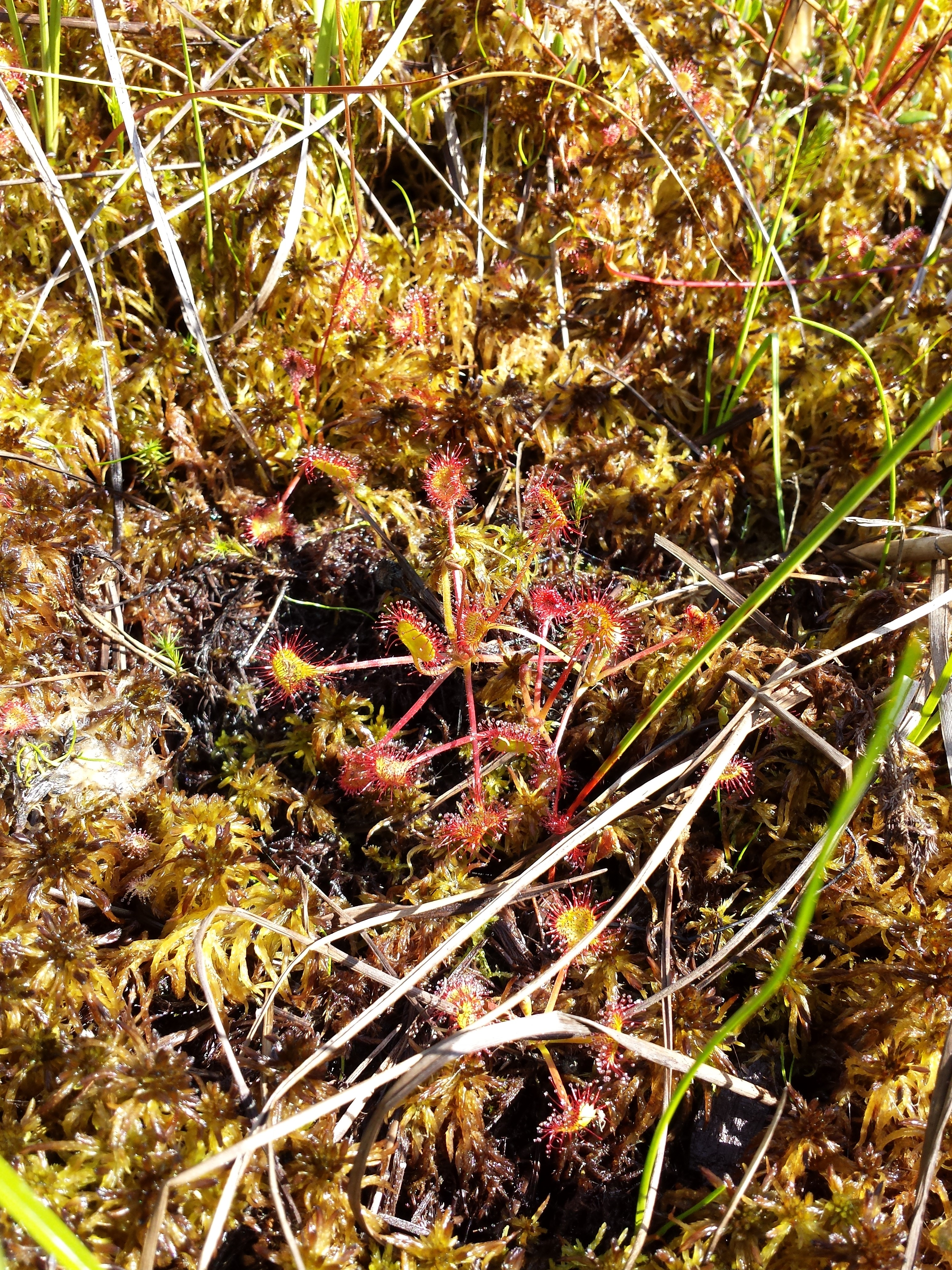
Im nährstoffarmen Moor fängt der Rundblatt-Sonnentau mit Hilfe von klebrigen Haaren Insekten, um so an Mineralstoffe zu gelangen

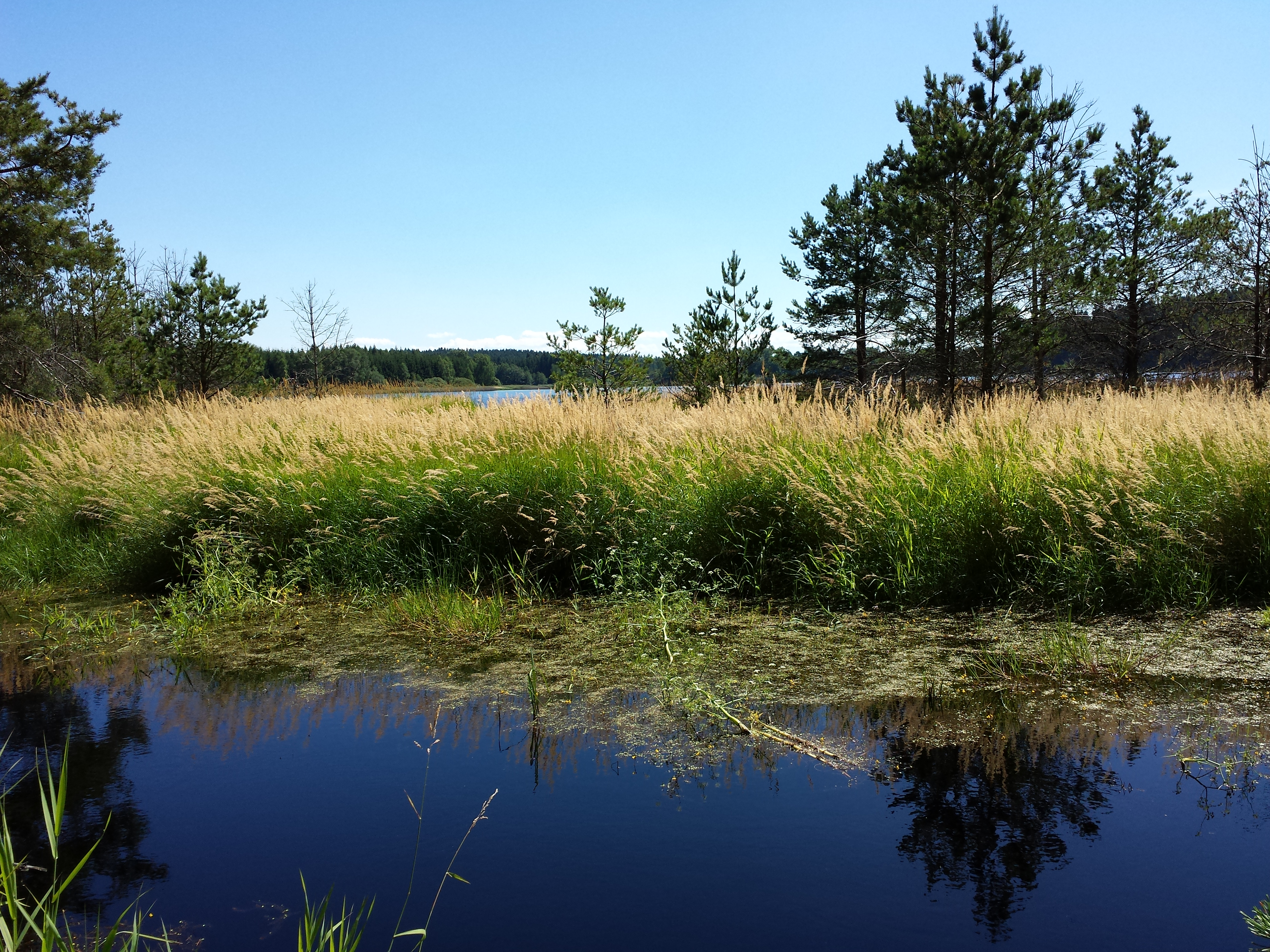
Ufervegetation des Winkelauer Teiches

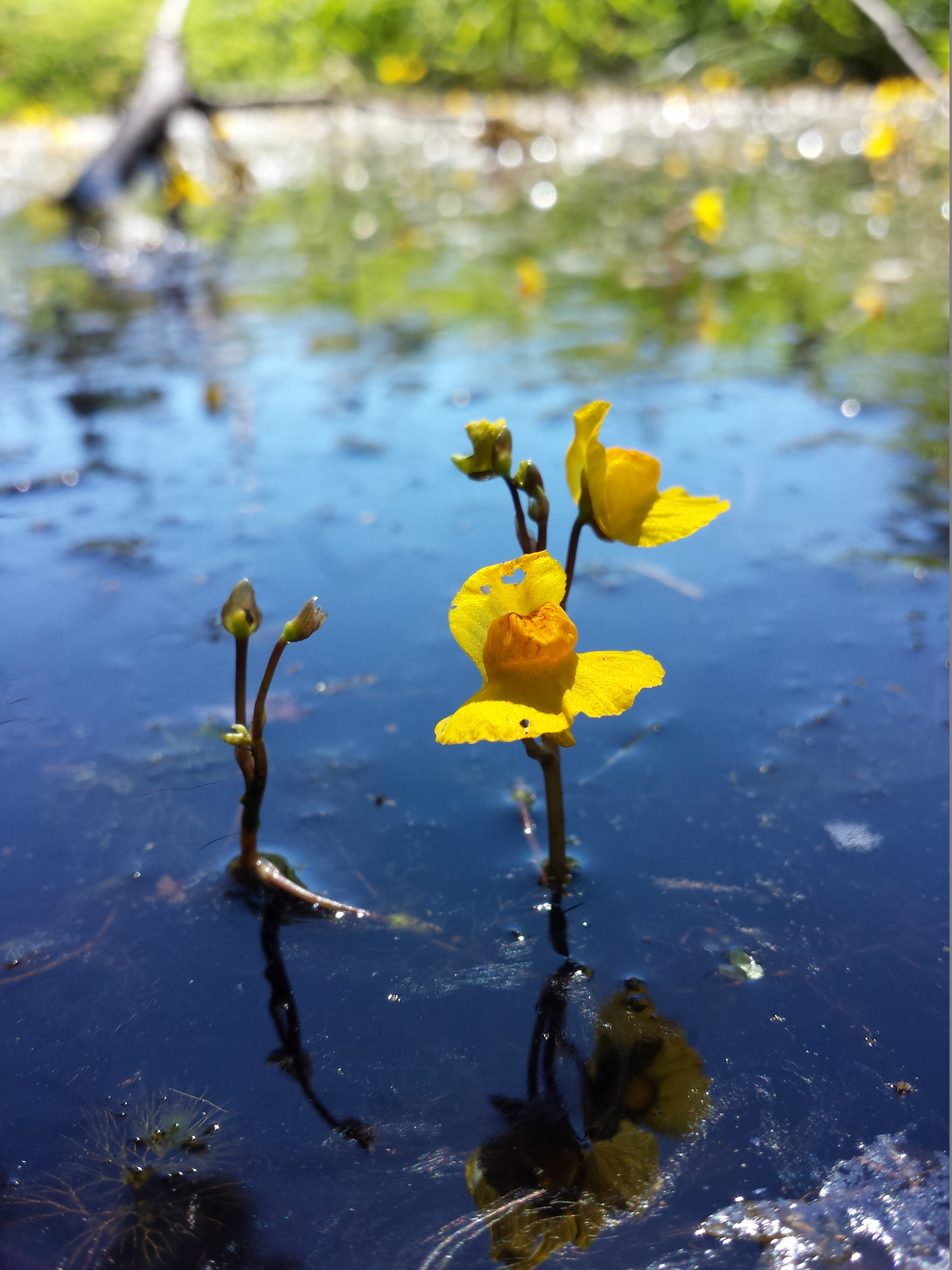
Der Groß-Wasserschlauch fängt mit ausgeklügelten Unterwasserblasen Kleinstlebewesen und sichert sich damit zusätzliche Nährstoffe

Etwa zwei Drittel der Moorflächen sind mit Fichten, Föhren und Birken bewaldet, etwa zehn Hektar sind offene Moorflächen.
Es finden sich Torfmoose, Wollgras, Pfeifengras, Heidelbeere, Moorbeere, Moosbeere und Sonnentau.
Flora und Fauna in Moorlandschaften wurden in einem Film, der in jahrelanger Arbeit im Naturpark Heidenreichsteiner Moor entstanden ist, anschaulich dargestellt und in einem Begleittext dazu ausführlich beschrieben.
Naturdenkmal

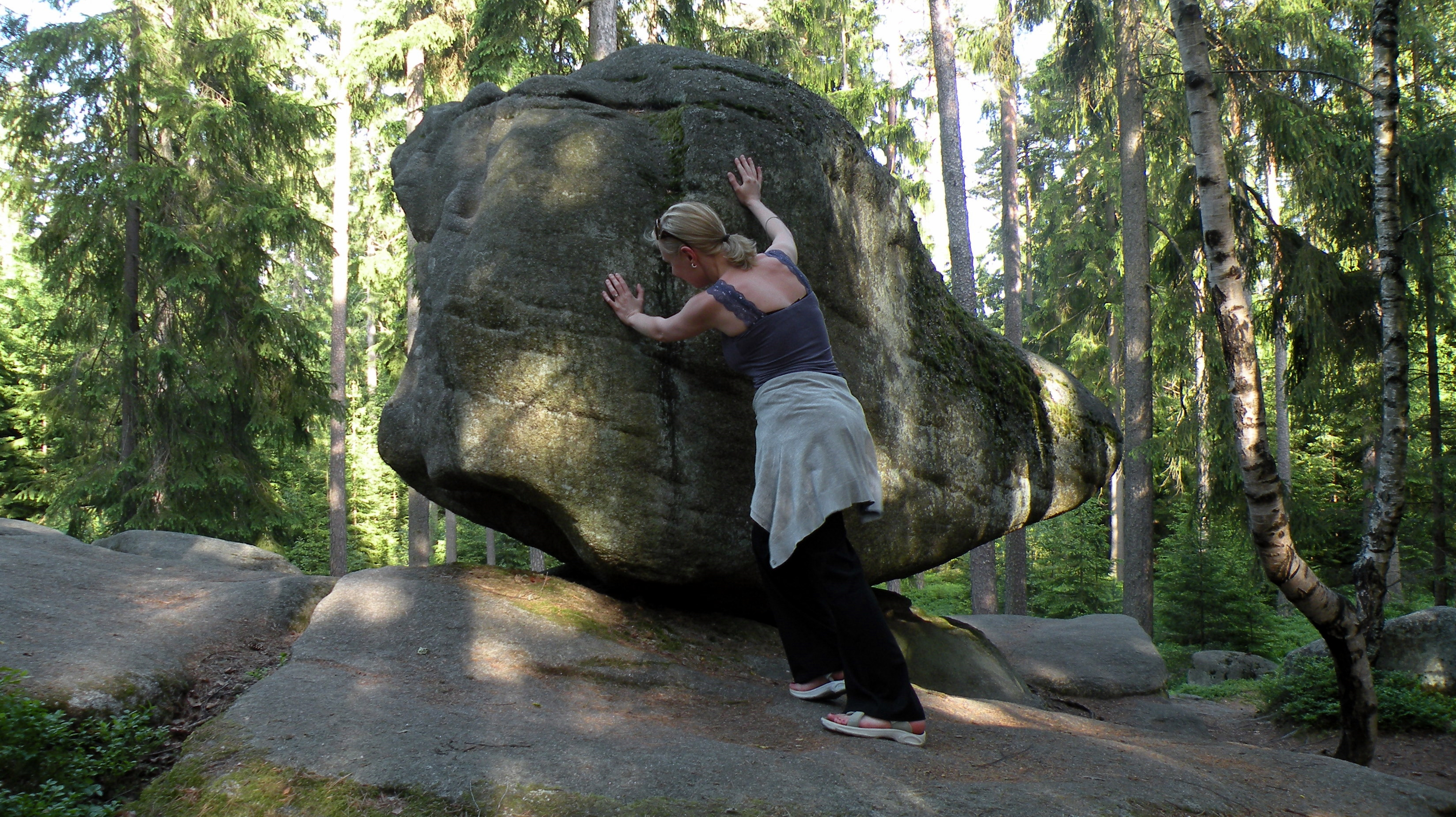
Naturdenkmal Hängender Stein im Heidenreichsteiner Moor

Das anerkannte Naturdenkmal Hängender Stein befindet sich am nördlichen Rand des ausgewiesenen Naturschutzgebietes auf einer Höhe von 608 m ü. A. Dieser Wackelstein stellt eines der typischen Exemplare der Granitverwitterung dar, wie sie im Waldviertel mehrfach anzutreffen sind. Oft wurden diese Orte als Kultplätze von den Menschen aufgesucht.

## Errichtete Sehenswürdigkeiten
Es wurden der etwa 2,8 Kilometer lange Moorpfad und der etwa 3,2 Kilometer lange Teichweg beschildert. Informationen über zehntausend Jahre Vegetationsgeschichte stehen auf Schautafeln bereit. Es besteht die Möglichkeit, auf einem Prügelsteg unmittelbar über die offene Moorfläche zu gelangen. Ergänzend wurden ein Aussichtsturm, ein Baumhoroskop und eine Moortretanlage eingerichtet.
Moor- und Torfmuseum
Ergänzend zum Naturpark hat die Stadtgemeinde Heidenreichstein ein in Europa einzigartiges Moor- und Torfmuseum eingerichtet, das bereits mit nationalen und internationalen Preisen, unter anderem 1991 in Helsinki mit einem europäischen Museumspreis, ausgezeichnet wurde.
Es wird versucht, die Entstehung der Moore im mitteleuropäischen Raum zu veranschaulichen. Flora und Fauna in diesen Gebieten werden vorgestellt, ebenso die wirtschaftliche Nutzung und die medizinische Bedeutung von Torf. Weitere Abschnitte sind dem Naturschutz, den Märchen und Sagen rund um Moorlandschaften sowie die Nachbildung einer Moorleiche samt Schilderung der Unfälle die zu Todesfällen im Moor führen können.
Auszeichnungen
Der Naturpark wurde 2005 vom Verband der österreichischen Naturparke (VNÖ) zum Österreichischen Naturpark des Jahres ernannt, weil es gelungen ist, den Spagat zwischen Schutz der sensiblen Moorlandschaft und Öffnung für Besucher zu bewältigen.
Der Naturparkverein erhielt 2007 den Hans Czettel Förderungspreis für besondere Leistungen im Natur- und Umweltschutz in Niederösterreich im Zusammenhang mit den das ganze Jahr über stattfindenden vielfältigen Veranstaltungen im Naturpark.
Unterrichtsfilm
- Wolfram Adlassnig, Thomas Lendl, Marianne Peroutka, Irene K. Lichtscheidl: Ökosystem Moor, Unterrichtsfilm des Instituts Cell Imaging and Ultrastructure Research Unit, Abteilung Zellphysiologie und Wissenschaftlicher Film, Universität Wien[4]